# Frontière entre la Malaisie et Singapour
La frontière entre la Malaisie et Singapour est une frontière maritime formé par le détroit de Johor, large d'un kilomètre environ, et traversé par deux ponts : la chaussée Johor-Singapour et le Malaysia-Singapore Second Link. La frontière englobe également deux îles situées de l'autre côté du détroit : Pulau Ubin et Pulau Tekong. 
La délimitation de cette frontière maritime a fait l'objet d'un recours devant la Cour internationale de justice, effectué conjointement le 24 juillet 2003 par la Malaisie et Singapour. Le différend portait sur l'île de Pedra Branca, les Middle Rocks (deux rochers inhabités) et South Ledge, un haut-fond découvrant. Par un arrêt du 23 mai 2008, la Cour a attribué Pedra Blanca à Singapour, les Middle Rocks à la Malaisie, et South Ledge à l'État dans les eaux territoriales duquel il se trouve (la Cour n'ayant pas reçu mandat des parties pour délimiter leurs eaux territoriales respectives). 

## Galerie

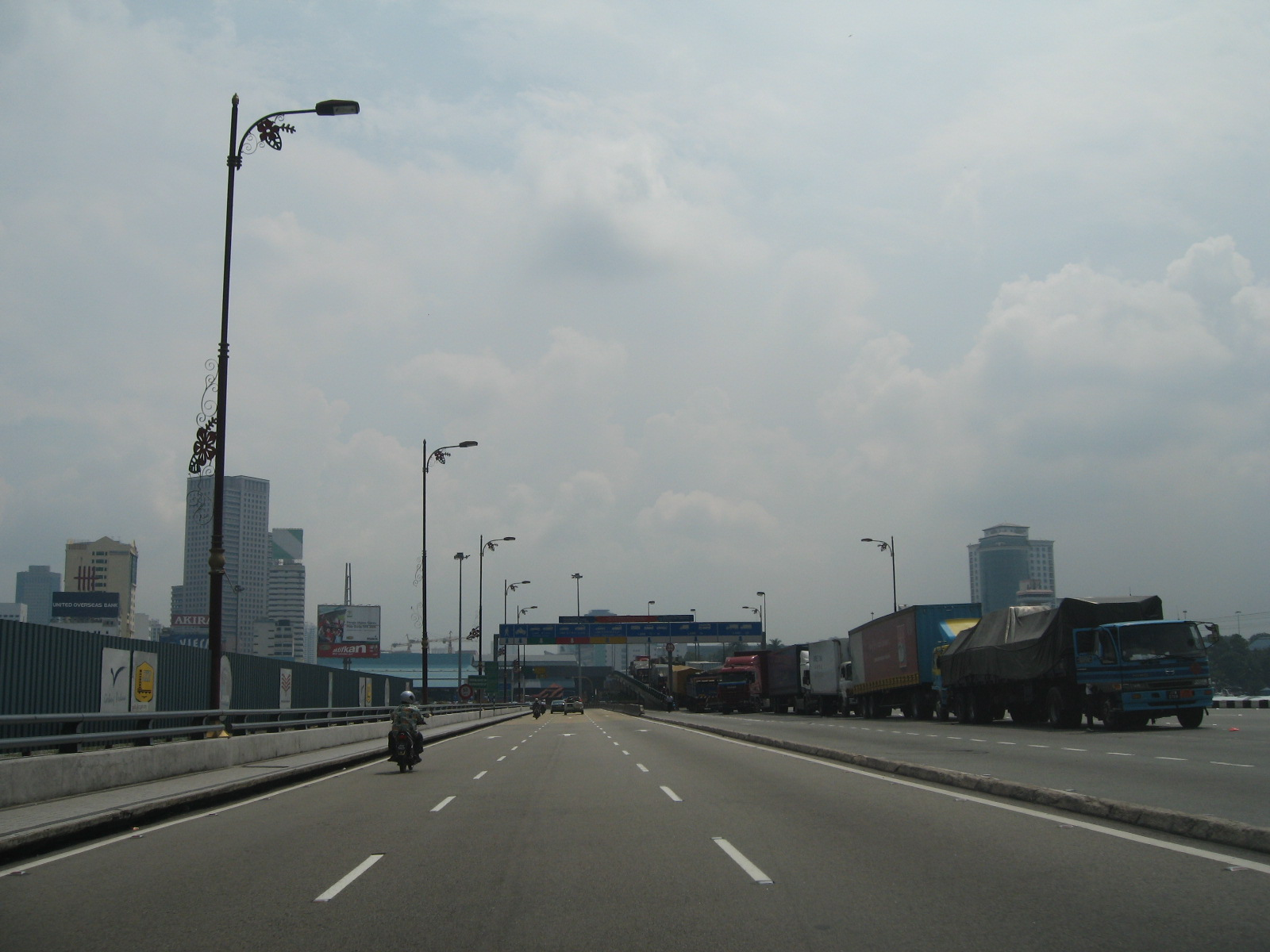
Chaussée Johor-Singapour direction Johor Bahru
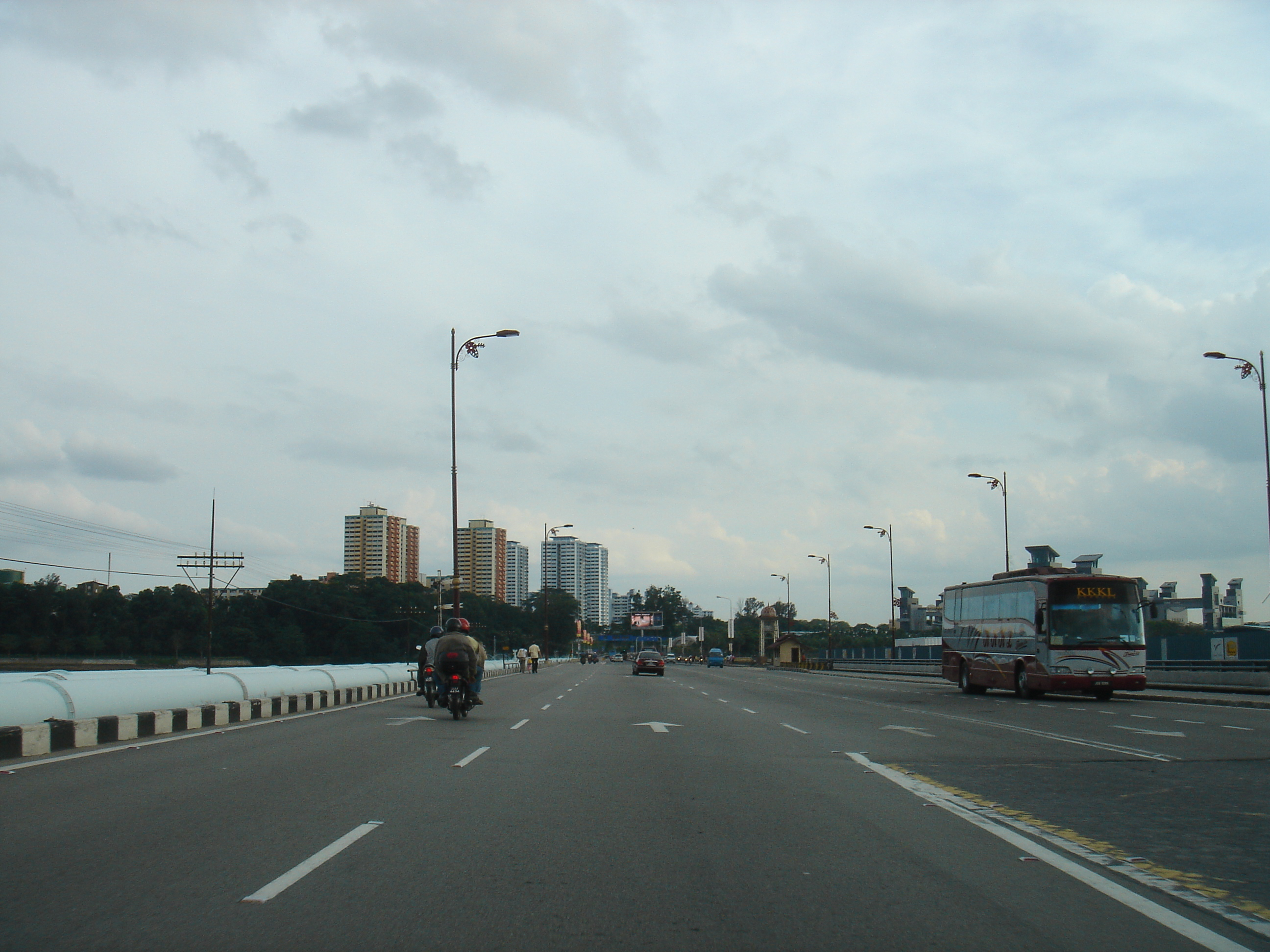
Chaussée Johor-Singapour direction Singapour